# Language of Temporal Ordering Specification
Language of Temporal Ordering Specification, kurz LOTOS, ist eine formale Beschreibungstechnik, welche im ISO-Standard ISO 8807 definiert ist. LOTOS ist ein Vertreter der algebraischen Beschreibungstechniken und basiert auf dem CCS-Kalkül von Robin Milner.
LOTOS wird verwendet um die Reihenfolge von Interaktionen, ausgedrückt durch Aktionen, zwischen kommunizierenden Prozessen, in Form von Verhaltensausdrücken zu spezifizieren.
Entworfen wurde LOTOS ursprünglich für die formale Dienst- und Protokoll-Spezifikation der Schichten des OSI-Modells, es ist aber generell für alle nebenläufige und verteilte Systeme anwendbar. Heute liegt das Einsatzgebiet von LOTOS hauptsächlich in der theoretischen Forschung und dort vorrangig in der Protokollverifikation, der Leistungsvoraussage und der Testtheorie.
Die Sprache LOTOS besteht aus zwei Teilen. Die Verhaltensbeschreibung dient zur Darstellung des Kontrollflusses und wird auch als Basic LOTOS bezeichnet. Die Datenbeschreibung stellt den Datenfluss in der algebraischen Beschreibungssprache ACT ONE dar.